# Ischmech

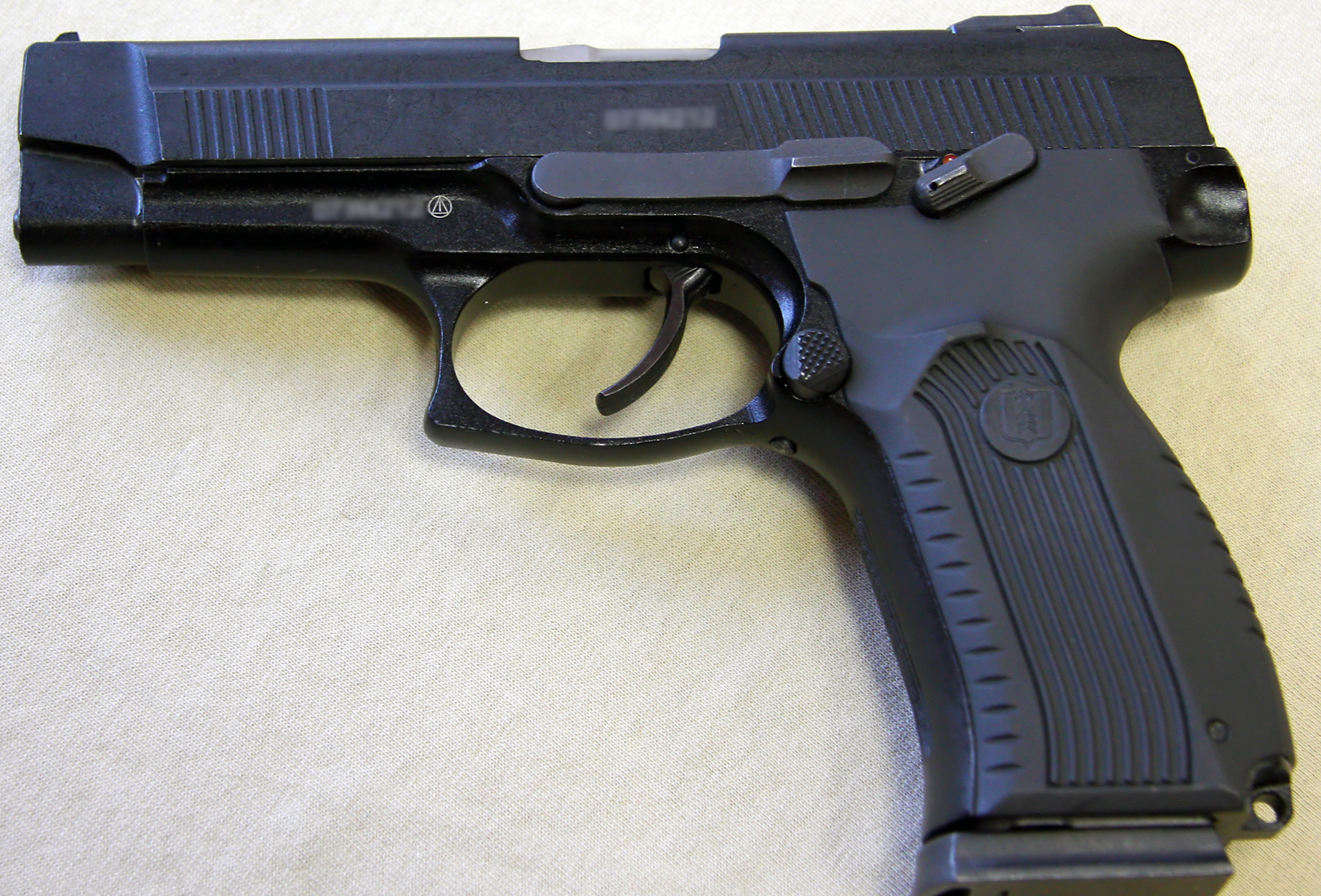
Dienstpistole Jarygin PJa

Ischmech (russisch Ижевский механический завод, Ischewski mechanitscheski sawod) war ein sowjetischer, später russischer Waffenhersteller aus Ischewsk.
Nachdem die KPdSU 1941 mehrere Werke als Reaktion auf die deutsche Invasion nach Ischewsk verlegte, wurde 1942 vor Ort das Unternehmen Ischmech gegründet. Zunächst wurden u. a. Gewehre vom Typ Mosin-Nagant und Tokarew SWT-40 für das Militär produziert, nach dem Ende des Zweiten Weltkriegs wurde auf das AK-47 umgestellt.
Ischmech erlangte größere Bekanntheit durch die Eigenentwicklung und Produktion der Pistole Makarow in den 1950er-Jahren. Mit über 5 Millionen produzierten Exemplaren wird die Seitenwaffe der ehemals sowjetischen und heutigen russischen Streitkräfte auch von deren Darstellern in Film und Fernsehen verwendet.
Seit 1960 werden Jagd- und Sportwaffen unter der Marke Baikal angeboten, wie z. B. die Baikal ISch-35M. Nach dem Ende der Sowjetunion in den 1990ern wurde die Produktpalette für den zivilen Markt stark erweitert. Neben Elektrowerkzeugen und Industriegeräten, wurde zudem erstmals eine Variante der Makarow für Nichtmilitärs erwerbbar und bei Sicherheitskräften sowie Kriminellen in Europa schnell beliebt. Im August 2013 fusionierte Ischmech mit dem gleichenorts ansässigen Ischmasch und wurde in Konzern Kalaschnikow umbenannt.